# Pomezí (okres Svitavy)
Obec Pomezí (do roku 1950 Limberk, německy Laubendorf) se nachází v jihozápadním cípu okresu Svitavy v Pardubickém kraji, v těsném sousedství s městem Poličkou. Obec Pomezí o délce necelých 6 km má typickou zástavbu lánové lesní vsi. Žije zde přibližně 1 300 obyvatel. Pramení zde Bílý potok, který se vlévá do Svratky. Podél hlavní komunikace a Bílého potoka se nachází usedlosti. Průměrná nadmořská výška je 560 metrů - nejvyšší bod 692 m – Findejsův vrch, nejnižší Pomezský rybník – 559m.

## Historie
První písemná zmínka o obci pochází z roku 1265, kdy je v listině, jíž se zakládá město Polička, jmenován jako lokátor Konrád z Lewendorfu (Cunradus de Lewendorf), což byla starší forma německého názvu obce. Z listiny vyplývá, že v té době už obec a tvrz, po níž se zmiňovaný Konrád psal, existovaly.
V roce 1938 bylo převážně Němci obyvané Pomezí připojeno k nacistickému Německu v rámci říšské župy Sudety.
Po obci bylo několik velkých rybníků, z nichž dodnes zůstal jen dolní. Ke dni 31. prosince 2015 zde žilo 1 244 obyvatel, z toho 612 žen a 628 mužů.

## Pamětihodnosti
- kostel sv. Jiří – První písemná zmínka o kostele se datuje dnem 3. 12. 1349, uvedením do seznamu kostelů patřící pod litomyšlskou diecézi. V roce 1727 byl kostel přestavěn do tvaru kříže v barokním stylu. Celková rekonstrukce kostela byla provedena v letech 1996–2005, kdy došlo ke svázání klenby ocelovými lany, aby nedošlo ke zřícení klenby. Kostel sv. Jiří je zapsán v Programu architektonického dědictví a je zařazen na seznam kulturních památek ČR.
- kostnice – Nachází se v areálu kostela sv. Jiří a byla postavena v 19. století v secesním stylu. Jedná se o jednoduchou stavbu obdélníkového půdorysu s dveřním otvorem v severní zdi. Interiér je vyzdoben dekorativními malbami. Klenbě vévodí centrální motiv – kryptogram jména Panny Marie. V letech 2006–2007 prošla kostnice celkovou rekonstrukcí za finanční podpory  Pardubického kraje. Kostnice je též zařazena na seznam kulturních památek ČR.
- Mariánská kaple
- kaplička Sv. trojice
- pozdně barokní fara
- kaple v dolní části obce
- rychta, přestavěná na obecní úřad
- tvrz v dolní části, přestavěná pro hospodářské účely a dodnes tak u
- velké množství dochovaných usedlostí po celé délce obce

## Galerie

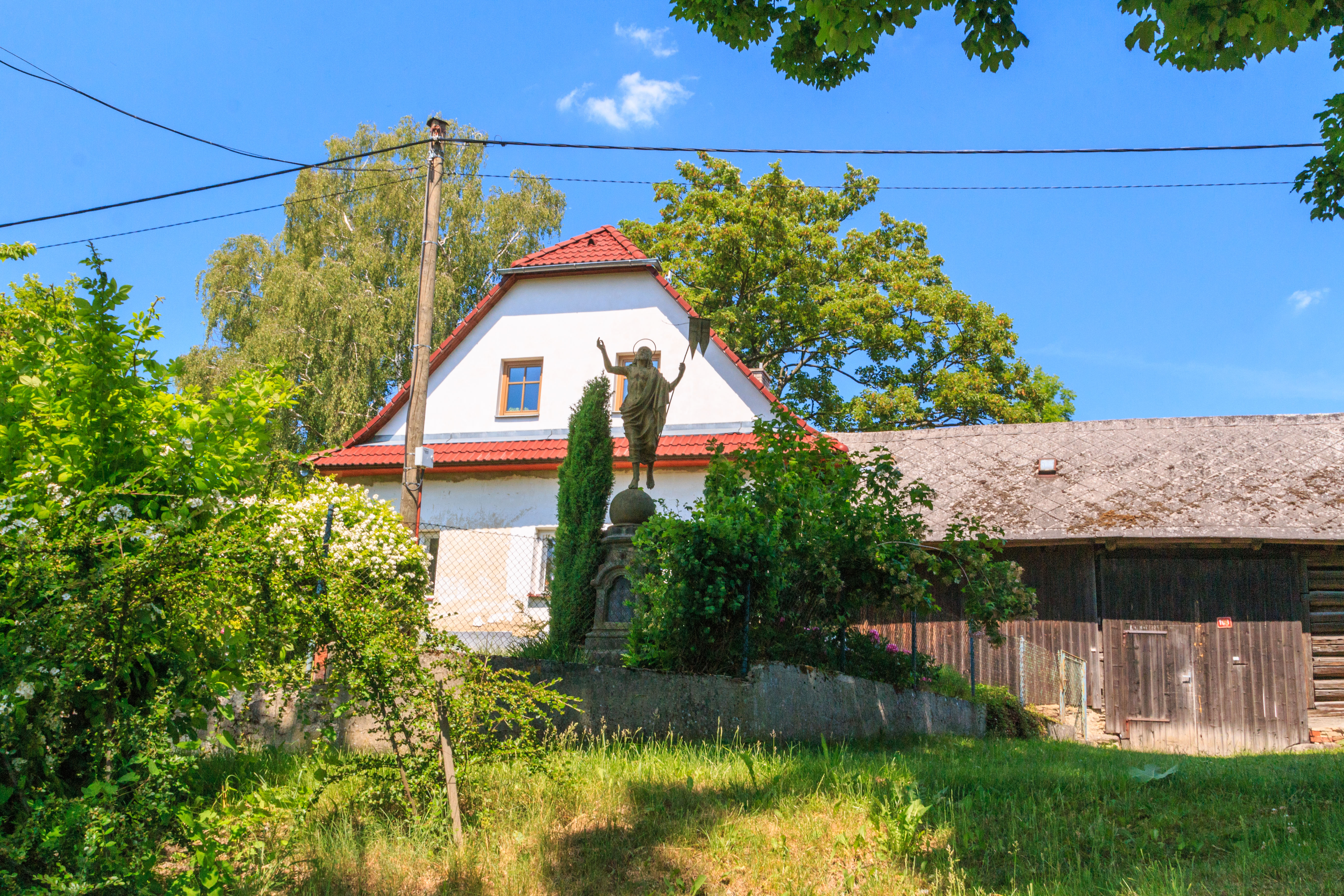
Pomezí u Poličky - dům čp. 198
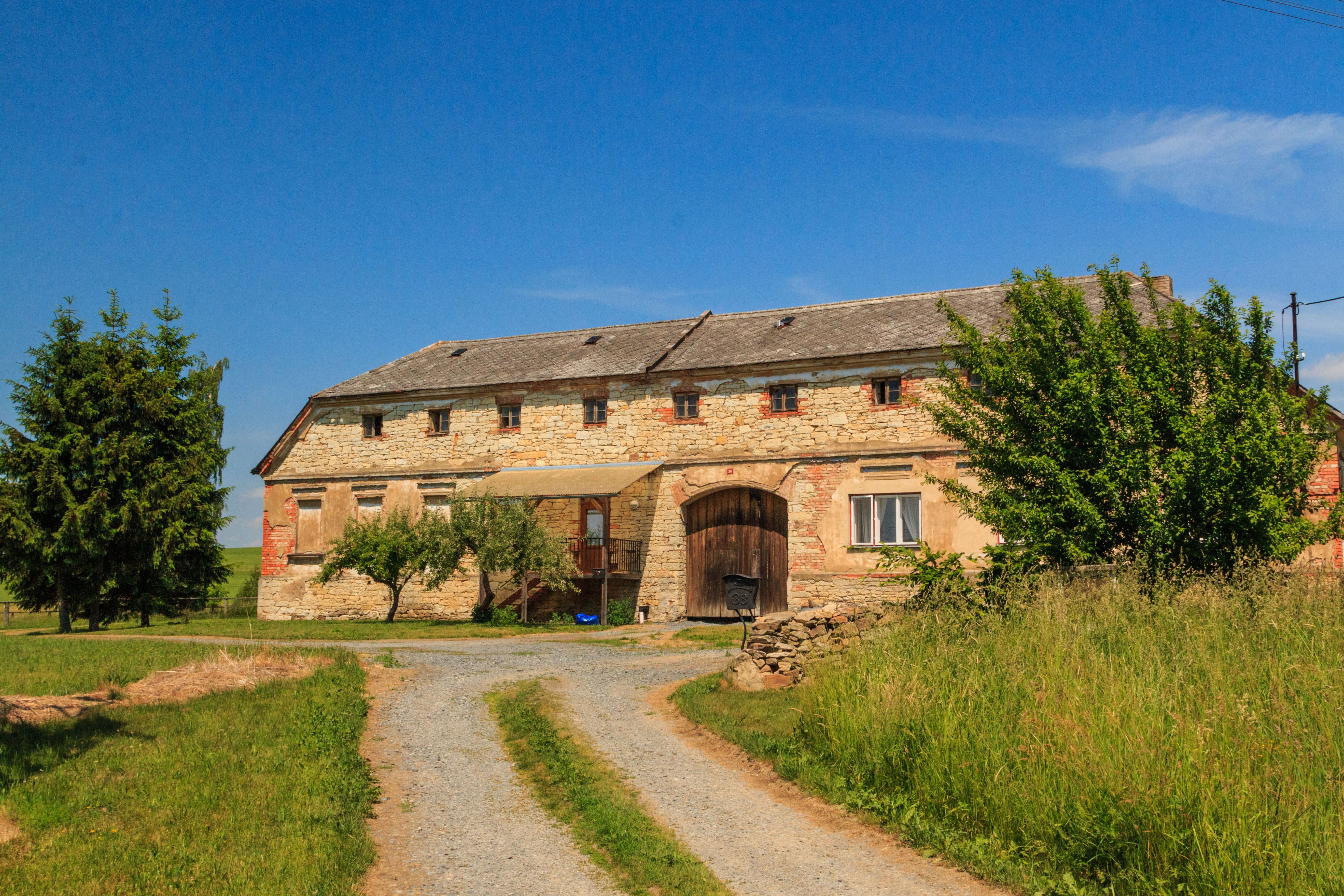
Pomezí u Poličky - dům čp. 38
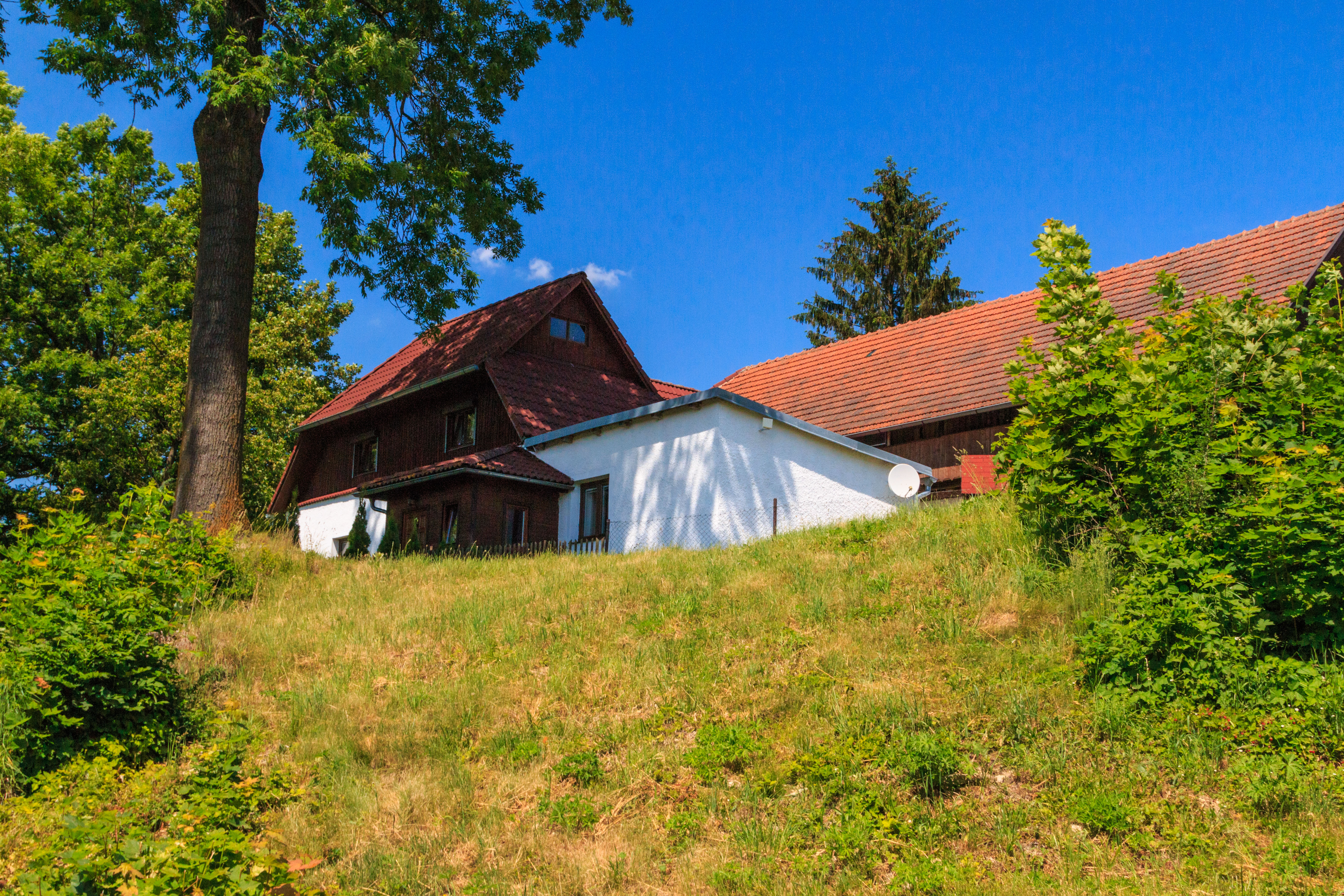
Pomezí u Poličky - dům čp. 52
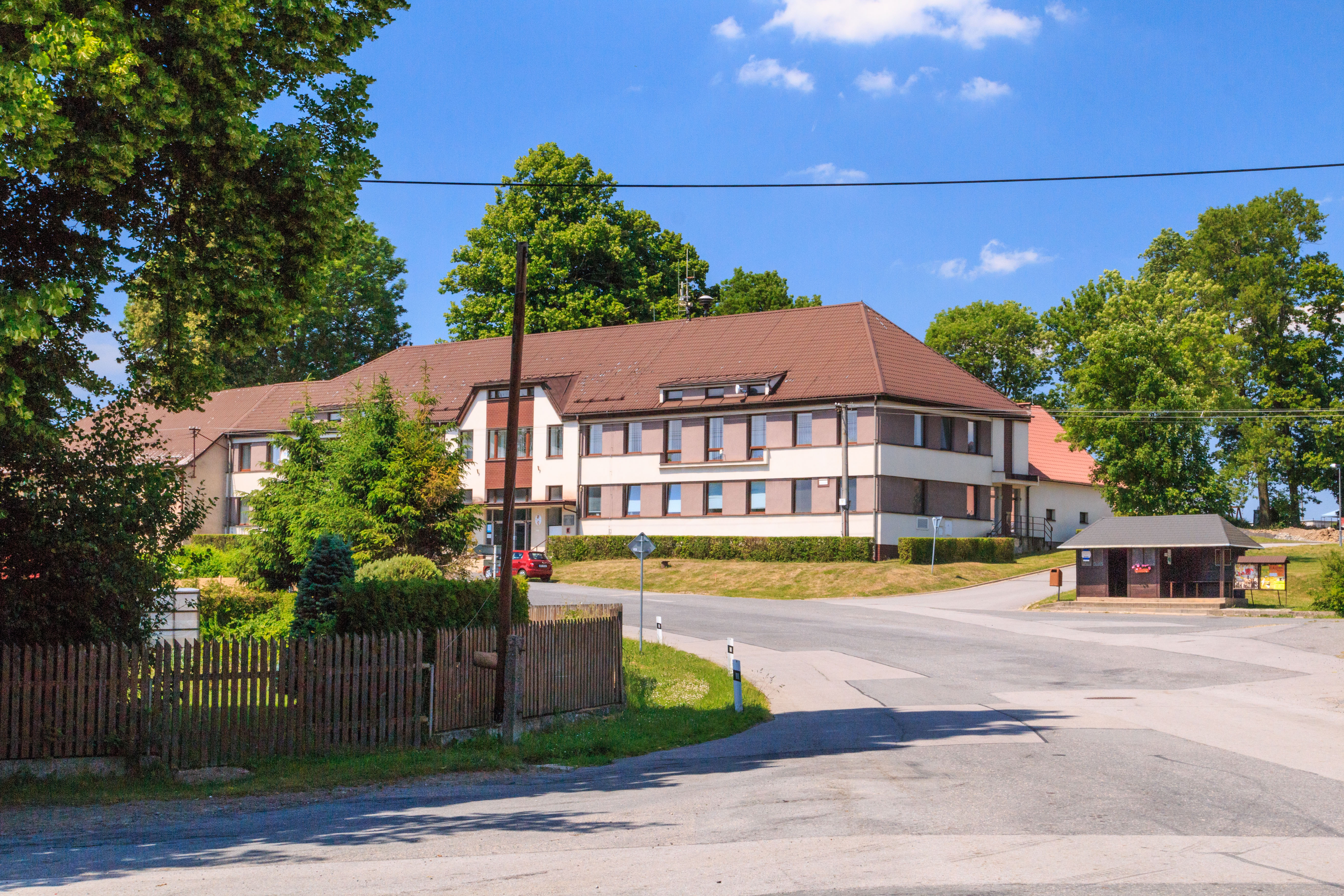
Pomezí u Poličky - obecní úřad